# یواس‌اس اس-۷ (اس‌اس-۱۱۲)
یواس‌اس اس-۷ (اس‌اس-۱۱۲) (به انگلیسی: USS S-7 (SS-112)) یک زیردریایی است که طول آن ۲۳۱ فوت (۷۰ متر) می‌باشد. این زیردریایی در سال ۱۹۲۰ ساخته شد.